# Madhuri Dixit
Madhuri Shankar Dixit, más conocida como Madhuri Dixit, (maratí: माधुरी दीक्षित) (15 de mayo de 1967 en Bombay- ) es una actriz india galardonada cinco veces en los Premios Filmfare. Es considerada icono del cine de Bollywood de los años 1980 y 1990. Es conocida en Bollywood como Queen Bee (Abeja reina) “dhak dhak girl” y La Dixit.

## Carrera
Fue al Parle College y quería ser microbióloga. Estudió para ser bailarina Kathak en la tradición clásica hindú. Debutó con Abodh (1984) y después de unas películas de poco calado, participó en Tezaab (1988) Dayavan (1988), Ram Lakhan (1989), Dil (1990), Saajan (1991), Beta (1992), Khalnayak (1993) o Hum Aapke Hain Kaun! (1994). Después de tres años de poco éxito, regresó con Dil To Pagal Hai (1997) por la que obtuvo su cuarto premio Filmfare a la mejor actriz
En 2001, fue galardona con el premio civil nacional como reconocimiento a sus actividades.
En 2002, protagonizó Devdas, con Shahrukh Khan y Aishwarya Rai, película que llamó la atención en el Festival de Cannes.
El  25 de febrero de 2006, actuó por primera vez en seis años en la ceremonia de los  Filmfare Awards para la película Devdas. Saroj Khan dirigió la coreografía de los bailes de Dixit en la película y fueron bien recibidos. En 2007, rindió tributo a las heroínas de Bollywood en el día internacional de la mujer. En 2007 protaganizó la película de culto Aaja Nachle.
Madhuri Dixit ha sido musa de varios artistas como el pintor M.F. Hussain, quien la considera la personificación de la mujer india. Ella apareció en la película de Hussain Gaja Gamini (2000). Gaja Gamini un tributo a la belleza y el talento de Madhuri.

## Vida personal
Madhuri Dixit es hija de Shankar y Snehlata Dixit. Su familia es de origen maratí. Tiene 2 hermanas mayores, Rupa y Bharati, y un hermano mayor, Ajit. En 1999 se casó con el cirujano cardiovascular indio-estadounidense Sriram Madhav Nene. Tiene 2 hijos, Arin (n. marzo de 2003 en Colorado) y Ryan (n. el 18 de marzo de 2005 en Colorado). 

## Premios y nominaciones

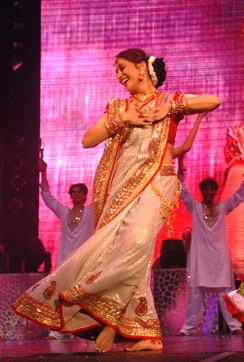
Madhuri Dixit baila en un espectáculo, 2008.

### Premios Filmfare
Mejor actriz
- 1990: Dil
- 1992: Beta
- 1994: Hum Aapke Hain Kaun
- 1997: Dil To Pagal Hai

Mejor actriz de reparto
- 2002: Devdas

### Star Screen Awards
Mejor actriz:
- 1995: Hum Aapke Hain Kaun!
- 1996: Raja
- 1998: Mrityudand

Mejor actriz de reparto
- 2003: Devdas

### Zee Cine Awards
- 1998: Mejor actriz por Dil To Pagal Hai.
- 2002: Mejor actriz de reparto por Lajja.

### Otros premios
- 2001: National Citizens Award

### Nominaciones
- 1989: Filmfare Best Actress Award por Tezaab.
- 1990: Filmfare Best Actress Award por     (Dil).
- 1992: Filmfare Best Actress Award por Saajan.
- 1994: Filmfare Best Actress Award por Hum aapke hain kaun.
- 1997: Filmfare Best Actress Award por Dil to pagal hai.
- 2001: Star Screen Award Best Actress por Pukar.
- 2001: Zee Cine Award Best Actor- Female por Pukar.
- 2001: IIFA Best Actress Award por Pukar.
- 2002: Filmfare Best Supporting Actress Award por Devdas.
- 2003: Star Screen Award Best Supporting Actress por Devdas.
- 2003: Zee Cine Award Best Actor- Female por Devdas.

## Películas y premios ganados
| Título                   | Año  | Papel                                            | Notas                                            |
| ------------------------ | ---- | ------------------------------------------------ | ------------------------------------------------ |
| Gulab Gang               | 2014 |                                                  |                                                  |
| Dedh Ishqiya             | 2012 |                                                  |                                                  |
| Aaja Nachle              | 2007 | Diya                                             |                                                  |
| Devdas                   | 2002 | Chandramukhi                                     | Ganadora, Filmfare Best Supporting Actress Award |
| Hum Tumhare Hain Sanam   | 2002 | Radha                                            |                                                  |
| Lajja                    | 2001 | Janki                                            | Nominada, Filmfare Best Supporting Actress Award |
| Yeh Raaste Hain Pyaar Ke | 2001 | Neha                                             |                                                  |
| Gaja Gamini              | 2000 | Gaja Gamini/Sangita/ Shakuntala/Monika/Mona Lisa |                                                  |
| Pukar                    | 2000 | Anjali                                           | Nominada, Filmfare Best Actress Award            |
| Aarzoo                   | 1999 | Pooja                                            |                                                  |
| Wajood                   | 1998 | Apoorva Choudhury                                |                                                  |
| Bade Miyan Chhote Miyan  | 1998 | Madhuri Dixit                                    | Aparición especial                               |
| Dil To Pagal Hai         | 1997 | Pooja                                            | Ganadora, Filmfare Best Actress Award            |
| Mohabbat                 | 1997 | Shweta Sharma                                    |                                                  |
| Mrityudand               | 1997 | Phoolva                                          | Nominada, Filmfare Best Actress Award            |
| Mahaanta                 | 1997 | Jenny Pinto                                      |                                                  |
| Koyla                    | 1997 | Gauri                                            |                                                  |
| Paapi Devta              | 1996 |                                                  |                                                  |
| Prem Granth              | 1996 | Kajri                                            |                                                  |
| Rajkumar                 | 1996 | Rajkumari Vishakha                               |                                                  |
| Yaraana                  | 1995 | Lalita/Shikha                                    | Nominada, Filmfare Best Actress Award            |
| Raja                     | 1995 | Madhu Garewal                                    | Nominada, Filmfare Best Actress Award            |
| Hum Aapke Hain Koun...!  | 1994 | Nisha Choudhury                                  | 'Ganadora, Filmfare Best Actress Award           |
| Anjaam                   | 1994 | Shivani Chopra                                   | Nominada, Filmfare Best Actress Award            |
| Aansoo Bane Angaray      | 1993 |                                                  |                                                  |
| Dil Tera Aashiq          | 1993 | Sonia Khanna/Savitri Devi                        |                                                  |
| Phool                    | 1993 |                                                  |                                                  |
| Khal Nayak               | 1993 | Ganga (Gangotri Devi)                            | Nominada, Filmfare Best Actress Award            |
| Sahibaan                 | 1993 | Sahibaan                                         |                                                  |
| Dharavi                  | 1993 | Dreamgirl                                        |                                                  |
| Sangeet                  | 1992 |                                                  |                                                  |
| Khel                     | 1992 | Seema/Dr.Jadi Buti                               |                                                  |
| Prem Deewane             | 1992 | Shivangi Mehra                                   |                                                  |
| Zindagi Ek Juaa          | 1992 | Juhi                                             |                                                  |
| Beta                     | 1992 | Saraswati                                        | Ganadora, Filmfare Best Actress Award            |
| Prahaar                  | 1991 | Shirley                                          |                                                  |
| Saajan                   | 1991 | Pooja                                            | Nominada, Filmfare Best Actress Award            |
| Pratikaar                | 1991 | Madhu                                            |                                                  |
| 100 Days                 | 1991 | Devi                                             |                                                  |
| Khilaaf                  | 1991 | Sweta                                            |                                                  |
| Pyaar Ka Devata          | 1991 | Devi                                             |                                                  |
| Thanedaar                | 1990 | Chanda                                           |                                                  |
| Jamai Raja               | 1990 | Rekha                                            |                                                  |
| Sailaab                  | 1990 | Dra. Sushma                                      |                                                  |
| Jeevan Ek Sangharsh      | 1990 | Madhu Sen                                        |                                                  |
| Deewana Mujh Sa Nahin    | 1990 | Anita                                            |                                                  |
| Dil                      | 1990 | Madhu Mehra                                      | 'Ganadora, Filmfare Best Actress Award           |
| Izzatdaar                | 1990 |                                                  |                                                  |
| Kishen Kanhaiya          | 1990 | Anju                                             |                                                  |
| Maha Sangram             | 1990 |                                                  |                                                  |
| Paap Ka Anth             | 1989 |                                                  |                                                  |
| Parinda                  | 1989 | Paro                                             |                                                  |
| Kanoon Apna Apna         | 1989 | Bharathi                                         |                                                  |
| Tridev                   | 1989 | Divya Mathur                                     |                                                  |
| Mujrim                   | 1989 | Sonia                                            |                                                  |
| Ilaaka                   | 1989 | Vidya                                            |                                                  |
| Prem Pratigyaa           | 1989 | Laxmi                                            | Nominada, Filmfare Best Actress Award            |
| Ram Lakhan               | 1989 | Radha                                            |                                                  |
| Vardi                    | 1989 | Jaya                                             |                                                  |
| Tezaab                   | 1988 | Mohini                                           | Nominada, Filmfare Best Actress Award            |
| Dayavan                  | 1988 | Neela Velhu                                      |                                                  |
| Khatron Ke Khiladi       | 1988 | Kavita                                           |                                                  |
| Mohre                    | 1988 |                                                  |                                                  |
| Uttar Dakshin            | 1987 |                                                  |                                                  |
| Hifazat                  | 1987 | Janki                                            |                                                  |
| Swati                    | 1986 |                                                  |                                                  |
| Awara Baap               | 1985 |                                                  |                                                  |
| Abodh                    | 1984 |                                                  |                                                  |